# 5672 Libby
5672 Libby (1986 EE2) là một tiểu hành tinh vành đai chính được phát hiện ngày 6 tháng 3 năm 1986 bởi E. Bowell ở Flagstaff.